# Pravia (parròquia)
Pravia és una parròquia i la capital del conceyu asturià de Pravia. Té una població de 6.660 habitants (INE Arxivat 2016-03-03 a Wayback Machine. 2011) i ocupa una extensió d'11,44 km². L'església està dedicada a santa Maria.
Segons el nomenclàtor de 2008 la parròquia està formada per: Agones (llogaret) - 582 habitants, El Cabrón (lugllogaretar) - 3 habitants, Cadarienzu (poble) - 24 habitants, Campasola (llogaret) - 3 habitants, Cañéu (llogaret)(Cañéu en asturià) - 115 habitants, Corralinos (poble) - 26 habitants, Forcinas (poble) - 164 habitants, Peñaullán (poble) (també Pinullán) - 465 habitants, Praúa (llogaret) - 146 habitants, Pravia (vila) - 5.187 habitants